# Vallières-sur-Fier
Vallières-sur-Fier é uma comuna francesa na região administrativa de Auvérnia-Ródano-Alpes, no departamento da Alta Saboia. Estende-se por uma área de 19.14 km². Em 2010 a comuna tinha 2 591 habitantes (densidade: 135,4 hab./km²).
Foi criada em 1 de janeiro de 2019, após a fusão das antigas comunas de Vallières e Val-de-Fier.